# Ioan James
Pour les articles homonymes, voir James.
Ioan Mackenzie James, né le 23 mai 1928 à Croydon et mort le 21 février 2025, est un mathématicien britannique qui travaille en topologie, en particulier en théorie de l'homotopie.
À Oxford, James fut Reader en mathématiques pures de 1957 à 1969 et, de 1959 à 1969, Senior Research Fellow au St John's College. Il a occupé la chaire savilienne de géométrie de 1970 à 1995. Il est au moment de son décès professeur émérite.

## Prix et récompenses
Il est élu membre de la Royal Society en 1968. La London Mathematical Society (LMS) lui a décerné le prix Berwick en 1959 et le prix Senior Whitehead en 1978. En 1984-1986, il a été président de la LMS.

## Ouvrages
- Topologies and Uniformities (Springer Undergraduate Mathematics Series), Springer, 1999
- Remarkable Mathematicians, From Euler to von Neumann, CUP, 2002
- Remarkable Physicists: From Galileo to Yukawa, CUP, 2004
- Asperger's Syndrome And High Achievement: Some Very Remarkable People, Jessica Kingsley Pub, 2005
- Driven to Innovate: A Century of Jewish Mathematicians and Physicists, Peter Lang Oxford, 2009
- Remarkable Biologists: From Ray to Hamilton, CUP, 2009
- Remarkable Engineers: From Riquet to Shannon, CUP, 2010